# جامعة نولج
جامعة نولج (بالكردية: زانکۆی نۆلج)‏ هي جامعة أهلية خاصة، تقع في محافظة أربيل، كردستان العراق، تأسست عام 2009، الجامعة غير معترف بها من قبل وزارة التعليم العالي والبحث العلمي العراقية.
تتسع الجامعة لما يصل إلى 4000 طالب وهذا الرقم هو الحد الأدنى التقديري بناءً على المساحات المتوفرة حاليًا. في وقت كتابة هذا التقرير، كان هناك أكثر من 2600 طالب مسجل في الجامعة.
يقع حرم الجامعة في ضواحي مدينة أربيل بالقرب من طريق كركوك (أنظر صفحة موقعنا). يشمل مباني ذات هندسة معمارية حديثة ومواقف سيارات ضخمة تحيط بها الحدائق الجميلة. يشتهر الحرم الجامعي بأهدافه البرنامجية الخضراء والمستدامة.
بالإضافة إلى ذلك، تتوفر بالجامعة العديد من المرافق الأخرى مثل قاعة المؤتمرات الخارجية وقاعة المحاضرات بمساحة كل منهما 2275 مترًا مربعًا. تشمل المرافق الأخرى ملعبًا لكرة القدم وملعبًا لكرة السلة وكافيتريات ومطعمًا. يتم تسهيل الوصول إلى جميع المباني إما عن طريق الممرات المنتشرة في العديد من الحدائق داخل الحرم الجامعي.
هناك العديد من المعامل في الكليات المختلفة. وقد تم تجهيز هذه المختبرات بجميع المعدات والأدوات اللازمة لإجراء التجارب والاختبارات ذات الصلة. هناك العديد من مختبرات الكمبيوتر مع إمكانية الوصول إلى الإنترنت/الإنترانت. تحقق من صفحة المرافق لدينا.

## الأقسام
- کلیة اسنان
- كلية الصيدلة
- کلیة التمریض
- كلية الهندسة
- كلية العلوم
- كلية التربية
- كلية الحقوق
- كلية العلوم الإدارية والمالية

‌* کۆلێژی تەکنیکی پزیشکی